# Leinenbuch
Das Leinenbuch (lat. liber linteus) ist eine nur wenig bezeugte Buchform der Antike.
Die Existenz von römischen Leinenbüchern wird von mehreren antiken Autoren überliefert. Der römische Historiker Livius (59 v. Chr. – 17 n. Chr.) erwähnt, dass ein samnitischer Priester im Jahre 293 v. Chr. ein Opferritual einem alten Leinenbuch entnahm. Livius berichtet auch, dass man Leinenbücher gefunden hat, die auf dem Capitol in Rom im Tempel der Iuno Moneta aufbewahrt wurden und Verzeichnisse mit den Namen römischer Beamter aus der Frühzeit enthielten. Nach dem römischen Gelehrten Varro waren auch die sibyllinischen Bücher aus Leinen. Leinen ist offenbar ein Beschreibstoff, der als typisch für altehrwürdige Staats- und Kultdokumente galt. Plinius der Ältere (23–79 n. Chr.) berichtet jedoch, dass in alter Zeit auch private Dokumente auf Leinen aufgezeichnet wurden. Sehr viel später noch werden Tagebücher Kaiser Aurelians (270–275 n. Chr.) in der Historia Augusta (einer römischen Kaisergeschichte) als libri lintei bezeichnet. Ob sie allerdings im selben Sinne als Leinenbücher vorzustellen sind, ist fraglich. Man hat vermutet, dass auch der Leineneinband eines Kodex gemeint sein könnte.
Leinenbücher wurden auch von den Etruskern benutzt. Auf einem Steinsarkophag (4. Jh. v. Chr.) und einer Aschenurne könnten Leinenbücher bildlich dargestellt sein. Die Deutung der dargestellten Gegenstände bleibt aber unsicher. Erhalten ist ein originales Leinenbuch in etruskischer Sprache. Es handelt sich um den längsten etruskischen Text, der heute bekannt ist. Der 3,40 Meter lange Leinenstreifen wurde konserviert, weil er als Mumienbandage wiederverwendet wurde (heute in Zagreb: ‚Agramer Mumienbinde’). Der Leinenstreifen ist in 12 Kolumnen von 24 Zentimetern Breite beschriftet und war vermutlich leporelloartig so gefaltet, dass jede Kolumne eine Seite bildete. Der um 100 v. Chr. geschriebene Text ist nur teilweise verständlich und beschreibt ein religiöses Ritual.